# ألان بارو
ألان بارو سالابويغ (بالإسبانية: Alan Baró) (من مواليد 22 يونيو 1985 في دارنيوس، آلت إمبوردا، كتالونيا) هو لاعب كرة قدم إسباني، يلعب لنادي بورفيرادينا في دوري الدرجة الثانية الإسباني، يلعب في مركز خط الوسط الدفاعي.

## وصلات خارجية
- ألان بارو على موقع قاعدة بيانات كرة القدم.إي يو (الإنجليزية)
- ألان بارو على موقع Soccerway.com (الإنجليزية)
- ألان بارو على موقع كووورة

- BDFutbol profile
- Futbolme profile (بالإسبانية)